# Bíborhasú nektármadár
A bíborhasú nektármadár (Nectarinia purpureiventris) a madarak osztályának a verébalakúak (Passeriformes) rendjébe, ezen belül a nektármadárfélék (Nectariniidae) családjába tartozó faj.

## Rendszerezése
A fajt Anton Reichenow német ornitológus írta le 1893-ban, a Cinnyris nembe  Cinnyris purpureiventris néven. Egyes szervezetek a Chalcomitra nembe sorolják Chalcomitra purpureiventris néven.

## Előfordulása
Burundi, a Kongói Demokratikus Köztársaság, Ruanda és Uganda területén honos. Természetes élőhelye szubtrópusi vagy trópusi hegyvidéki esőerdők. Állandó, nem vonuló faj.

## Megjelenése
Testhossza 14-22 centiméter.

## Természetvédelmi helyzete
Az elterjedési területe nagy, egyedszáma ugyan csökken, de még nem éri el a kritikus szintet. A Természetvédelmi Világszövetség Vörös listáján nem fenyegetett fajként szerepel.